# 旧梅丁根
旧梅丁根是德国下萨克森州的一个市镇。总面积48.09平方公里，总人口1541人，其中男性747人，女性794人（2011年12月31日），人口密度32人/平方公里。